# Drive (golf)
Un drive en el golf, también denominado en inglés «tee shot», consiste en un gran golpe inicial a la pelota con la intención de llevarla a la zona más lejana desde el primer punto, lo más cerca posible al green.

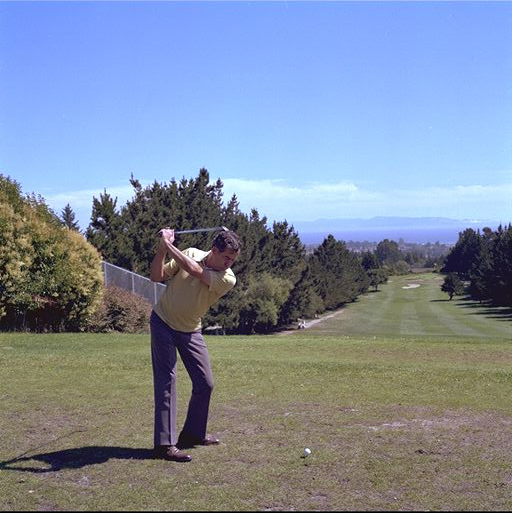
Un drive en golf.

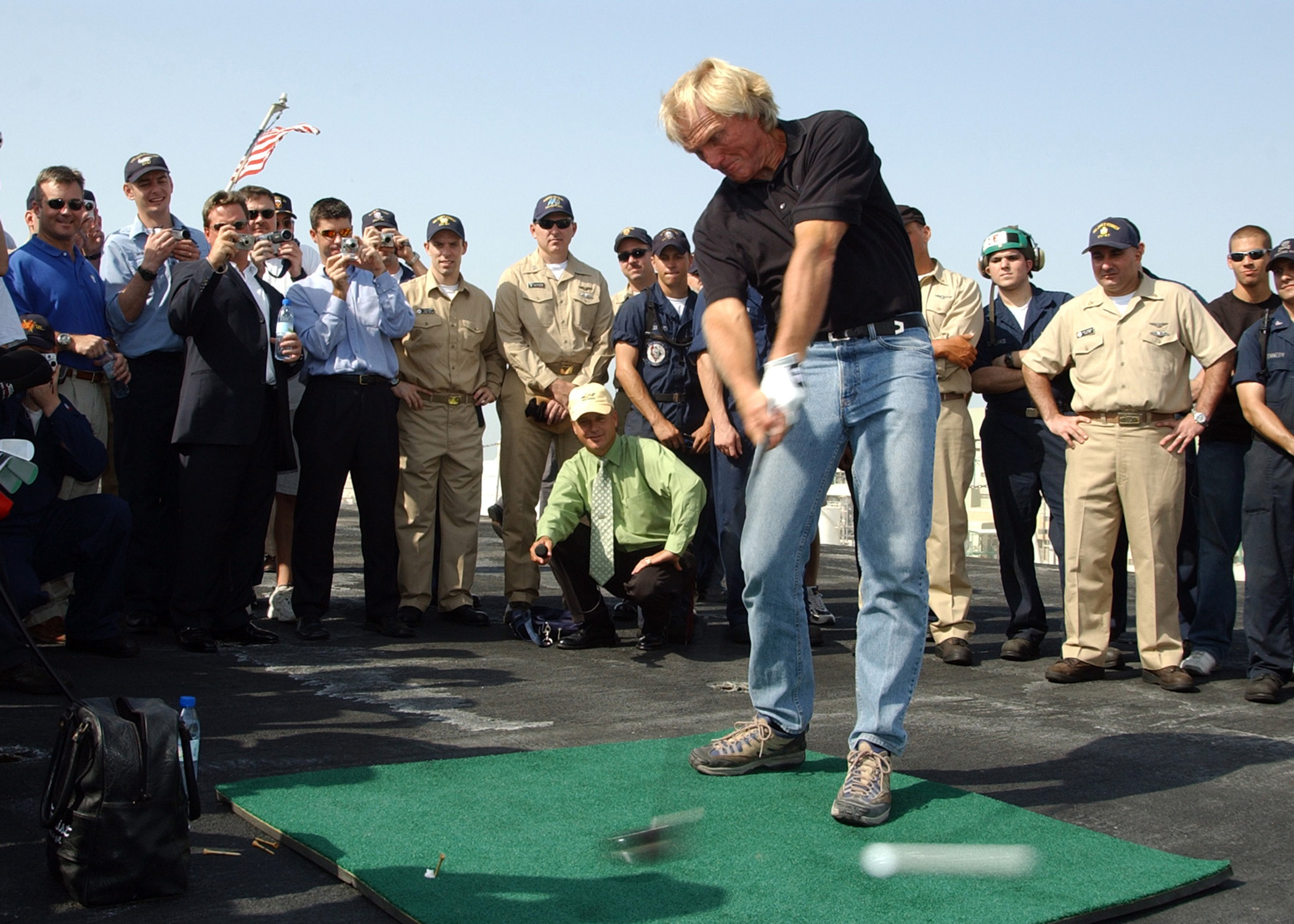
El golfista profesional Greg Norman haciendo un drive a la pelota de golf en el USS John F. Kennedy (CV-67).

## Drives más largos
Un golfista profesional medio es capaz de hacer un golpe de drive con un madera 1 de más de 275 metros, maximizando la potencia impulsándose con las caderas y las piernas, a la vez que usa el peso del cuerpo durante el lanzamiento. A pesar de que no suele ser una jugada muy común en partidos profesionales, algunos de los golfistas más grandes, como Bubba Watson, Robert Garrigus, John Daly, Dustin Johnson y Bryson DeChambeau han sido capaces de realizar un drive de más de 320 metros.
Los 115 mejores golpeadores en 2017 anotaron una media de distancia de drive de 254 metros o más. En la sección femenina, algunas de las mejores golpeadoras lograron hasta 255 metros, como Maude-Aimee Leblanc. En 2011, Watson logró la distancia media de drive más larga, con una media de 286,8 metros, capaz de lograr una velocidad de 312 km/h y una distancia máxima de 337 metros.